# Верхние Подгоричи
Ве́рхние Подго́ричи — деревня в Перемышльском районе Калужской области России, входит в состав сельского поселения деревня Сильково.

## География
Расположена на берегу реки Птара, на автодороге межмуниципального значения 29К-003, примерно в 7 километрах к северо-западу от районного центра — села Перемышль.

### Климат
Климат характеризуется как умеренно континентальный, с тёплым летом и умеренно морозной снежной зимой. Среднегодовая многолетняя температура воздуха составляет 4 — 4,6 °С. Средняя температура воздуха самого тёплого месяца (июля) — 18 °C (абсолютный максимум — 39 °C); самого холодного (января) — −10 — −8,9 °C (абсолютный минимум — −46 °C). Безморозный период длится в среднем 149 дней. Среднегодовое количество атмосферных осадков составляет 654 мм, из которых 441 мм выпадает в период с апреля по октябрь. Снежный покров держится в течение 130—145 дней.

## Население
Согласно результатам переписи 2002 года, в национальной структуре населения русские составляли 90 %.
| 2002 | 2010 |
| ---- | ---- |
| 86   | ↗107 |

## История
Поселение известно с допетровских времён. Православная Христорождественская церковь (деревянная) была сооружена в Верхних Подгоричах в 1616 году. Архитектор и исследователь древнего русского зодчества Н. И. Рошефор сообщает о дате полной перестройки Храма — 1874 год
В атласе Калужского наместничества, изданного в 1782 году, — Верхние Подгоричи, обозначены на карте и упоминаются как село Перемышльского уезда с православной церковью Рождества Христова с 13 дворами, и по ревизской описи душ — 138.
В 1858 году село (вл.) Подгоричи верхние 1-го стана Перемышльского уезда, при Православной церкви, речке Пторе, 15 дворах и 252 жителях, по правую сторону почтового Киевского тракта.
К 1914 году Подгоричи-верхние — село Рыченской волости Перемышльского уезда Калужской губернии, имелась собственная церковно-приходская школа. В 1913 году население — 234 человека.
В годы Великой Отечественной войны деревня была оккупирована войсками Нацистской Германии с начала октября по конец декабря 1941 года. Освобождена в ходе Калужской наступательной операции частями 50-й армии генерал-лейтенанта И. В. Болдина.

## Комментарии
1. ↑  В середине 1930-х годов приход был закрыт большевиками. Храм со всеми постройками и церковной утваоью полностью утерян.[7].